# Premiile Academiei Române pentru anul 2009
Premiile Academiei Române pentru anul 2009 au fost acordate în decembrie 2011, în Aula Academiei Române.
Sunt indicate obiectul acordării premiului, cel mai adesea o lucrare, autorul acesteia și țara de reședință a autorului. În cazul în care nu este indicată țara, autorul este din România.

## I. Filologie și literatură

### Premiul „Timotei Cipariu“
- Lucrarea: Influența turcă asupra limbii române - Emil Suciu

### Premiul „Bogdan Petriceicu Hașdeu“
- Lucrarea: Gramatica limbii române - Constantin Frâncu

### Premiul „Ion Creangă“
- Lucrarea: Cartea șoaptelor - Varujan Vosganian
- Lucrarea: Lizoanca - Doina Ruști

### Premiul „Titu Maiorescu“
- Lucrarea: Dicționarul subiectiv al personajelor din opera lui I.L. Caragiale - Gelu Negrea

### Premiul „Lucian Blaga“
- Lucrarea: Modernismul retro în romanul românesc interbelic - Paul Cernat

### Premiul „Mihai Eminescu“
- Lucrarea: Eonul marelui desant - Daniel Corbu

### Premiul „Ion Luca Caragiale“
- Lucrarea: Leoaica rănită sau ce față umană are fiara - Aurel Gheorghe Ardelean

## II. Științe istorice și arheologie

### Premiul „Vasile Pârvan“
- Lucrarea: Așezarea neolitică și eneolitică de la Alba Iulia. Lumea Nouă în lumina noilor cercetări - Mihai Gligor
- Lucrarea: The Roman Coins from Potaissa. Legionary Fortress and Ancient Town - Mariana Pîslaru

### Premiul „Dimitrie Onciul“
- Lucrarea: Așezarea din secolele XII-XIII de la Bratei - Adrian Ioniță

### Premiul „George Barițiu“
- Lucrarea: Reformismul austriac și administrația din Transilvania în secolul al XVIII-lea - Anton E. Dörner

### Premiul „Mihail Kogălniceanu“
- Lucrarea: Căsătoria în nord-vestul Transilvaniei (a doua jumătate a secolului XIX – începutul secolului XX). Condiționări exterioare și strategii maritale - Mircea Bri
- Lucrarea: Reședințele boierești din Țara Românească și Moldova în secolele XIV–XVI - Cristian Nicolae Apetrei

### Premiul „Nicolae Bălcescu“
- Lucrarea: Boierii Glogovei - Ileana Cioarec

### Premiul „Alexandru D. Xenopol“
- Lucrarea: Inventing the Jew. Antisemitic stereotypes in Romanian and other central-East European Cultures - Andrei Oișteanu
- Lucrarea: Viața economică a României 1918-1948 - Nicolae Păun

### Premiul „Nicolae Iorga“
- Lucrarea: Les Cantemir. L’aventure européenne d’une familie princière au XVIII e siècle - Ștefan Lemny
- Lucrarea: Valori universale ale operei lui Dimitrie Cantemir - Mihaela-Elena Ciocoiței

### Premiul „Eudoxiu Hurmuzaki“
- Lucrarea: Primarii Bucureștilor 1864—1949 - Ion Vitan
- Lucrarea: Moneda otomană în Țările Române în perioada 1687-1807 - Aurel Vîlcu

## III. Științe matematice

### Premiul „Simion Stoilow“
- Grupul de lucrări: Algebre (Co)Frobenius - Miodrag Iovanov
- Grupul de lucrări: Algebre Hopf semisimple - Sebastian Burciu

### Premiul „Gheorghe Lazăr“
- Grupul de lucrări: Probabilități necomutative și libere - Ionel Popescu

### Premiul „Gheorghe Țițeica“
- Grupul de lucrări: Self-similar carpets over finite fields - Mihai Prunescu
- Lucrarea: Mass transportation and rough curvature bounds for discrete spaces - Ana Bonciocat, T. K. Sturm

### Premiul „Spiru Haret“
- Grupul de lucrări: Probleme inverse pentru operatori diferențiali - Ingrid Beltiță, Anders Melin

### Premiul „Dimitrie Pompeiu“
- Grupul de lucrări: Categorii Monoidale - Daniel Bulacu

## IV. Științe fizice

### Premiul „Dragomir Hurmuzescu“
- Lucrarea: Microelectrozi nanostructurați pentru detecția de înaltă sensibilitate a pH-ului - Vlad Andrei Antohe

### Premiul „Constantin Miculescu“
- Grupul de lucrări: Materiale nanocompozite studiate prin RMN și spectroscopie optică - Radu Fechete

### Premiul „Horia Hulubei“
- Grupul de lucrări: Manifestarea ca sisteme de mai multe particule mici și medii a clusterilor de atomi de sodiu - Radu Budacă

### Premiul „Ștefan Procopiu“
- Grupul de lucrări: Tratări ale corelației cuantice prin transformări locale sau prin măsură cu cuantități - Iulia Ghiu

## V. Științe chimice

### Premiul „Costin D. Nenițescu“
- Grupul de lucrări: Sisteme polimerice inteligente pentru eliberarea controlată a compușilor bioactivi - Gheorghe Fundueanu

### Premiul „I.G. Murgulescu“
- Grupul de lucrări: Spectrometria de masă aplicată la studiul macromoleculelor biologice - Eugen Șișu, Alina Zamfir, Alina Șerb, Corina Flangea

### Premiul „Gheorghe Spacu“
- Grupul de lucrări: Nanomagneți moleculari heterotrimetalici - Diana-Beatrice Vișinescu
- Grupul de lucrări: Noi căi de sinteză a nanoparticulelor oxidice - Monica Popa, José Calderon-Moreno

### Premiul „Nicolae Teclu“
- Grupul de lucrări: Proiectare, control și automatizare în ingineria proceselor industriale - Sorin Costin Bîldea

## VI. Științe biologice

### Premiul „Emil Racoviță“
- Lucrarea: Archaeozoological Approaches to Medieval Moldavia - Luminița Bejenaru
- Lucrarea: Ecotoxicologia metalelor grele în Lunca Dunării - Virgil Iordache
- Lucrarea: Munții Stânișoarei - Studiul fitosociologic - Adrian Oprea, Culiță Sîrbu

### Premiul „Grigore Antipa“
- Grup de lucrări privind: Investigarea ecologică și genetică a unor populații de insecte acvatice din zona Munților Carpați - Bálint Miklos, Lujza Ujvárosi

### Premiul „Emanoil Teodorescu“
- Lucrarea: Cartea Roșie a Plantelor Vasculare din România - Gheorghe Dihoru, Gavril Negrean

### Premiul „Nicolae Simionescu“
- Grup de lucrări: Studiul unor tulpini bacteriene din diferite medii poluate - Mihaela-Marilena Stancu (Lăzăroaie)

## VII. Științe geonomice

### Premiul „Grigore Cobălcescu“
- Lucrarea: Late paleozoic and Early Mesozoic continental formation of the Reșița Bazine - Mihai E. Popa

### Premiul „Gheorghe Munteanu-Murgoci“
- Lucrarea: Dacian Basin - Depositional architecture and sedimentary history of a Parathetys sea - Dan C. Jipa, Cornel Olariu

### Premiul „Ludovic Mrazec“
- Lucrarea: Late Cambrian-Early Ordovician Gondwanan terranes in the Romanian Carpați: a zircon U-Pb provenance study - Ioan Balintoni, Constantin Balica, Mihai N. Ducea, Fukun Chen, Horst Peter Hann, Victor Șabliovschi

### Premiul „Simion Mehedinți“
- Lucrarea: Țara Năsăudului. Studiu de geografie regională - Oana-Ramona Ilovan
- Lucrarea: Subcarpații dintre Olt și Jiu. Studiu de geografie socială cu accent pe perioada de tranziție - Simona Mălăescu

### Premiul „Ștefan Hepites“
Premiul nu a fost acordat.

## VIII. Științe tehnice

### Premiul „Traian Vuia“
- Grupul de lucrări: Logica neutrosofică și fuziunea informațiilor în științele tehnice - Florentin Smarandache

### Premiul „Constantin Budeanu“
- Grupul de lucrări: Percepție senzorială bazată pe stereoviziune - Sergiu Nedevschi

### Premiul „Henri Coandă“
Premiul nu a fost acordat.

### Premiul „Anghel Saligny“
Premiul nu a fost acordat.

### Premiul „Aurel Vlaicu“
Premiul nu a fost acordat.

## IX. Științe agricole și silvice

### Premiul „Ion Ionescu de la Brad“
- Lucrarea: Tratat de Oenochimie, vol. 1, 2 - Valeriu D. Cotea, Cristinel V. Zănoagă, Valeriu V. Cotea

### Premiul „Traian Săvulescu“
- Lucrarea: Tratat de știință și inginerie oenologică. Produse de elaborare și maturare a vinurilor - Constantin Croitoru
- Lucrarea: Atlas de oncocitomorfologie la canide și feline - Nicolae Manolescu, Emilia Balint

### Premiul „Gheorghe Ionescu-Șișești“
- Lucrarea: Floricultură și artă florală - Florin Toma
- Lucrarea: Solul și fertilitatea - Constantin Marinca, Mihail Dumitru, Iacob Borza, Dumitru Țărău

### Premiul „Marin Drăcea“
- Lucrarea: Insecte care produc vătămări plopului și sălciilor - Romică Tomescu, Constantin Nețoiu

## X. Științe medicale

### Premiul „Iuliu Hațieganu“
- Lucrarea: Tratat de reabilitare pulmonară - Voicu M. Tudorache, Sînziana Lovin, Marylyce Friesen

### Premiul „Victor Babeș“
- Lucrarea: The Clinical Anatomy of The Coronary Arteries - An Anatomical Study on 100 Human Heart Specimens - Horia Mureșian

### Premiul „Daniel Danielopolu“
Premiul nu a fost acordat.

### Premiul „Gheorghe Marinescu“
Premiul nu a fost acordat.

### Premiul „Constantin I. Parhon“
Premiul nu a fost acordat.

### Premiul „Ștefan S. Nicolau“
Premiul nu a fost acordat.

## XI. Științe economice, juridice și sociologie

### Premiul „Petre S. Aurelian“
- Lucrarea: Repere în economia instituțională - Ion Pohoață

### Premiul „Virgil Madgearu“
- Lucrarea: Comportamentul investițional pe piața bursieră din România - Adrian Zoicaș-Ienciu

### Premiul „Victor Slăvescu“
- Lucrarea: Piața de capital în context european - Gabriela Anghelache

### Premiul „Dimitrie Gusti“
- Lucrarea: Sociologie generală - Dumitru Otovescu
- Lucrarea: Fericirea în tranziția postcomunistă. Determinări sociale și strategii individuale - Sergiu Bălțătescu

### Premiul „Simion Bărnuțiu“
- Lucrarea: Prin labirintul juridic - Ion Craiovan

### Premiul „Nicolae Titulescu“
Premiul nu a fost acordat.

### Premiul „Andrei Rădulescu“
Premiul nu a fost acordat.

## XII. Filosofie, teologie, psihologie și pedagogie

### Premiul „C. Rădulescu-Motru“
- Lucrarea: Tratat de logopedie - Emil Verza
- Lucrarea: Încălcarea legii ca stil de viață. Vulnerabilitatea adolescenților la criminalitate - Doina Ștefana Săucan, Aurora Liiceanu, Mihai Ioan Micle

### Premiul „Vasile Conta“
- Lucrarea: Opera blagiană. Filosofie și destinație - Eugeniu Nistor, Iulian Boldea
- Lucrarea: Islamul și soarta lumii. Fundamentalismul Islamic ca ideologie politică - Virginia Mircea

### Premiul „Mircea Florian“
- Lucrarea: Primul parimiar românesc - Vasile Oltean
- Lucrarea: Prelegeri de estetică ortodoxă - Mihail Diaconescu

### Premiul „Ion Petrovici“
- Lucrarea: Reinventarea ideologiei - Daniel Șandru
- Lucrarea: Limba română și cultivarea ei în preocupările ASTREI - Teodor Ardelean

## XIII. Arte, arhitectură și audiovizual

### Premiul „George Enescu“
- Lucrarea: SUS pentru orchestră de cameră - Mihai Măniceanu

### Premiul „Ciprian Porumbescu“
- Lucrarea: Cântarea psaltică în manuscrisele moldovenești din sec. XIX, vol. I, II - Florin Bucescu

### Premiul „George Oprescu“
- Lucrarea: Mânăstirea Hurezi - Corina Popa, Ioana Iancovescu
- Lucrarea: Un secol de arte frumoase în Moldova, vol. I, II - Valentin Ciucă

### Premiul „Ion Andreescu“
- Pentru întreaga creație - Cella Neamțu

### Premiul „Duiliu Marcu“
- Pentru întreaga activitate - Takacs Zoltan

### Premiul „Aristizza Romanescu“
- Pentru creația teatrală și cinematografică - Irina Petrescu

### Premiul „Simion Florea Marian“
Premiul nu a fost acordat.

## XIV. Știința și tehnologia informației

### Premiul „Tudor Tănăsescu“
- Lucrarea: Biodispozitive electronice: de la nanostructuri la aplicații medicale - Cristian Ravariu

### Premiul „Grigore Moisil“
- Grupul de lucrări: Fuzzy sets - Violeta Leoreanu-Fotea
- Lucrarea: Grup de lucrări de teoria jocurilor - Mariana Rodica Brânzei

### Premiul „Gheorghe Cartianu“
Premiul nu a fost acordat.